# Tsandzile Dlamini
Tsandzile Dlamini là một công chúa của Swaziland hiện đang giữ chức Bộ trưởng Bộ Nội vụ. 

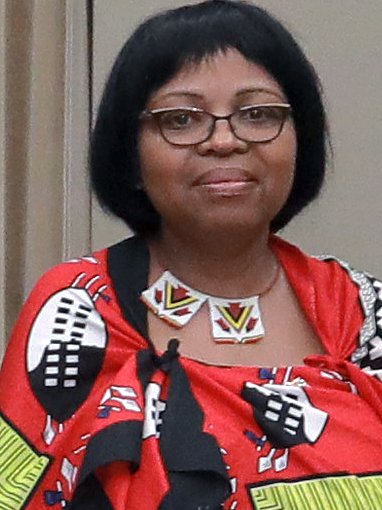
Tsandzile Dlamini

## Cuộc sống ban đầu và giáo dục
Dlamini là con gái của Vua Sobhuza II và Inkhosikati Gogo Mngometulu và em gái của Vua Mswati III. Cô có bằng tâm lý học từ Boston và bằng Thạc sĩ Quản trị Lưu trữ từ Ấn Độ.

## Sự nghiệp
Dlamini làm việc như một nhân viên lưu trữ. Cô được bổ nhiệm làm Thành viên Nghị viện năm 2003, một trong mười cuộc hẹn được cho phép theo hiến pháp của nhà vua, cùng với hai anh em khác. Năm 2008, cô được bổ nhiệm làm Bộ trưởng Tài nguyên và Năng lượng. Năm 2010, cô được mệnh danh là một trong một số bộ trưởng người được phép mua ' đất vương miện ' ở mức dưới giá trị thị trường trong một "thỏa thuận đất có vấn đề."  Vào ngày 4 tháng 11 năm 2013, cô được bổ nhiệm làm Bộ trưởng Bộ Nội vụ.

## Cuộc sống cá nhân
Dlamini đã kết hôn với Musa Mdluli từ năm 1989 và họ có hai con. Năm 2016, nhà vua đã nhận được một món quà gồm 140 con gia súc làm giá cô dâu cho cô.